# Ананд (округ)
Ана́нд (гудж. આણંદ જિલ્લો, англ. Anand) — округ в индийском штате Гуджарат. Образован в 1997 году из части территории округа Кхеда. Административный центр — город Ананд. Площадь округа — 2942 км². По данным всеиндийской переписи 2001 года население округа составляло 1 856 872 человека. Уровень грамотности взрослого населения составлял 74,51 %, что выше среднеиндийского уровня (59,5 %). Доля городского населения составляла 27,36 %.